# La neutrónica explotó en Burzaco
La neutrónica explotó en Burzaco es una película de Argentina filmada en colores dirigida por Alejandro Agrest sobre su propio guion que se produjo en 1984 y nunca fue totalmente terminada. Tuvo como actores principales a Elio Marchi, Alejandra Abrev y Enrique Morales. 

## Sinopsis
La acción transcurre en la localidad suburbana de Burzaco, provincia de Buenos Aires, donde luego de la explosión de una bomba neutrónica inician una relación tragicómica tres sobrevivientes: un escritor homosexual, un empleado fascista y una joven todavía virgen.
Las consecuencias prácticas son que al detonar una bomba N se produce poca destrucción de estructuras y edificios, pero mucha afectación y muerte de los seres vivos (tanto personas como animales), incluso aunque estos se encuentren dentro de vehículos o instalaciones blindados o acorazados.

## Reparto
- Elio Marchi
- Alejandra Abrev
- Enrique Morales

## Comentarios
Alejandro Agresti en El Amante del Cine  declaró:

«Nunca terminé del todo mi segunda película, La Neutrónica…, que era tan desagradable como para hacer quedar a Jorge Polaco como un discípulo de James Ivory.»